# Studiebijbel
Studiebijbel is een benaming voor een speciale uitvoering van de Bijbel die een speciale opzet heeft voor studiedoeleinden. In het Nederlandse taalgebied zijn verschillende studiebijbels beschikbaar. Een Studiebijbel kenmerkt zich doordat naast de Bijbeltekst zelf ook extra informatie wordt gegeven die de lezer helpt de Bijbeltekst te begrijpen. Deze extra informatie kan bestaan uit verwijsteksten, commentaar of uitleg en woordstudies. De bekendste Studiebijbels in het Nederlandse taalgebied zijn:
- De boekenserie en de apps van het Centrum voor Bijbelonderzoek.
- Het Leven, een studiebijbel die een vertaling is van de Engelse Life Application Bible. Deze Studiebijbel is vooral praktisch van aard. Het Leven is alleen beschikbaar met de Bijbelvertaling Het Boek.
- De Importantia Studiebijbel, een studiebijbel in opbouw waarvan inmiddels een oude en een nieuwe testament met Strong-coderingen is verschenen. Daarnaast zijn bijbehorende Hebreeuws-Nederlands Lexicon en Grieks-Nederlands Lexicon beschikbaar.
- De NBV Studiebijbel (verscheen in oktober 2008) is een editie van de Nieuwe Bijbelvertaling onder redactie van de Katholieke Bijbelstichting en het Nederlands Bijbelgenootschap.
- De Studiebijbel in perspectief (verscheen 27 november 2009) is een editie van de Nieuwe Bijbelvertaling vanuit meer behoudende hoek dan de hierboven genoemde NBV Studiebijbel.
- Studiebijbel Herziene Statenvertaling.
- Statenvertaling met uitleg.[1]

Naast Studiebijbels in drukvorm bestaan er ook digitale Studiebijbels voor gebruik op de computer en mobiel apparaten, zoals de StudieBijbel-apps van het CvB en de Online Bijbel Studie-dvd. De mogelijkheden van deze studiebijbels gaan verder dan van een gedrukte uitvoering.

## De StudieBijbel van hetCentrum voor Bijbelonderzoek(CvB)
De StudieBijbel van het Centrum voor Bijbelonderzoek geeft sinds 1986 een Bijbel-commentarenserie uit. De uitgaven bevat een zevental handboeken die verwerkt zijn tot één volledig geïntegreerd referentie-systeem: vier Griekse tekstedities en een Hebreeuwse, een interlinie vertaling, een Grieks-Nederlandse concordantie, een Grieks analytisch lexicon, elf moderne Bijbelvertalingen, een commentarenserie (23 boekdelen), en een (theologisch) woordenboek (6 boekdelen).
Het is de eerste wetenschappelijk verantwoorde commentarenserie die vanuit de evangelische beweging in Nederland is ontstaan. De signatuur van de serie is orthodox en de redactie bestaat uit: Gijs van den Brink, Hans Bette, Mart-Jan Paul en Arie Zwiep.
De StudieBijbel is sinds 2009 online te gebruiken via StudieBijbel Online.
In maart 2018 verscheen de StudieBijbel tevens als mobile app voor iOS en Android apparaten. Daarnaast werd er  een Spaanse editie van de StudieBijbel app gelanceerd onder de naam BibliaDeEstudio. Beide apps zijn -wereldwijd- beschikbaar via de Apple AppStore en Google PlayStore en als online applicatie te gebruiken in iedere moderne browser.

### Kenmerken
- Geschreven vanuit de overtuiging dat de Bijbel Gods Woord is. Er is via tekstverwijzingen voortdurend aandacht voor de relatie met het andere Testament.
- Een korte inleiding op elk Bijbelboek met aandacht voor de opbouw van de Bijbelboeken.
- Een vers-voor-vers verklaring. In het OT is gekozen voor een vers-voor-versverklaring in grote letters voor een vlugge oriëntatie en een toelichting in kleinere letters met talrijke details. Niet alleen aandacht voor de boodschap in het verleden, maar ook worden er lijnen getrokken naar onze tijd.
- In het OT aandacht voor recente archeologische vondsten om de geschiedenissen te verduidelijken. Ook vergelijkingen met buiten-Bijbelse overleveringen over bv. schepping en zondvloed, en verdragsteksten.
- Integraal wordt de grondtekst van het Nieuwe Testament (Textus Receptus) met varianten uit drie recente tekstuitgaven van het Griekse Nieuwe Testament (NA25, NA27 en HF) en die van het Oude Testament (Biblia Hebraica Stuttgartensia) afgedrukt. Van elke tekstvariant in het NT worden de voornaamste handschriften gemeld en ook de keuze van een aantal moderne vertalingen. In het OT worden alleen de belangrijke tekstverschillen in de handschriften meegenomen (o.a. Septuaginta, Dode Zeerollen).
- Een internationaal verantwoorde transliteratie of letteromzetting van de Griekse en Hebreeuwse woorden, waarmee iedereen de Griekse en Hebreeuwse tekst kan lezen.
- Een interlineaire of woord-voor-woord vertaling, waarin zichtbaar wordt gemaakt hoe de zin in de grondtaal is opgebouwd, om deze zo dicht mogelijk bij de lezer te brengen. Op deze wijze is het mogelijk de omzettingen (transformaties) te controleren die voorkomen in alle moderne vertalingen.
- Via een nummersysteem heeft elk Grieks en Hebreeuws woord een verwijzing naar de boekdelen met woordstudies, vormanalyse en concordantie.
- Zes boekdelen met woordstudies van elk Grieks woord in het NT. Hier worden ook alle voorkomende woordvormen van het betreffende woord gegeven met vertaling en een volledige Grieks-Nederlandse concordantie.
- Moderne vertalingen worden systematisch met elkaar vergeleken, in het OT vijf en in het NT elf.
- Een synopsis van de vier evangeliën, een Griekse grammatica en verder artikelen over tal van historische, theologische en taalkundige onderwerpen.
- Geografische kaarten ter verheldering van de tekst.